# 亞歷杭德拉·奧羅斯科·羅薩

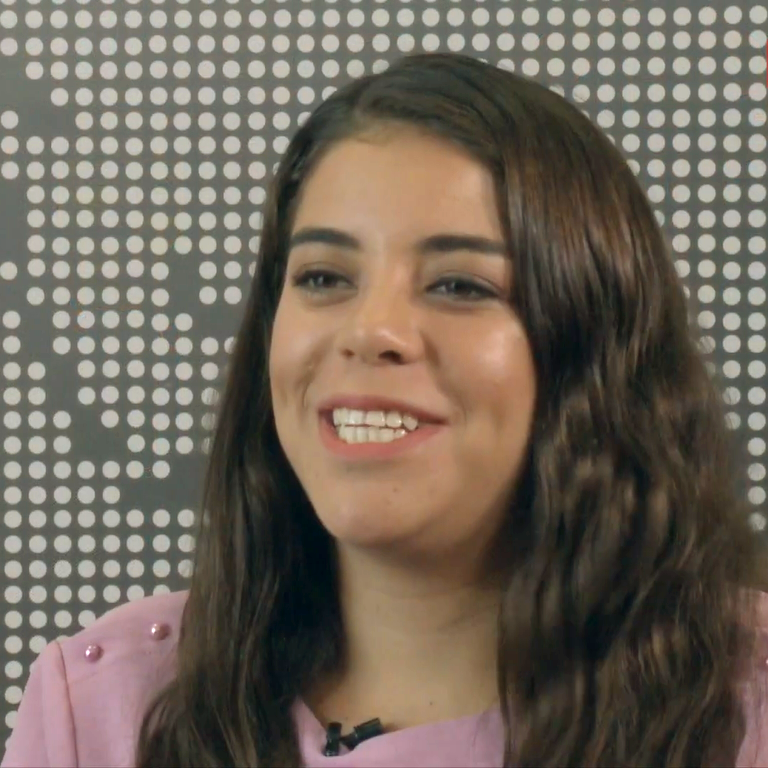
亞歷杭德拉·奧羅斯科·羅薩

亞歷山德羅·奧羅斯科·羅薩（西班牙語：Alejandra Orozco Loza，1997年4月19日—），墨西哥跳水運動員，她代表墨西哥隊參加了日本舉行的2020年夏季奧林匹克運動會，並且在女子雙人10米跳台比賽上獲得銅牌。